# Friedrich Wilhelm Krüger
Friedrich Wilhelm Krüger, född 8 maj 1894 i Strassburg, död 10 maj 1945 i Gundertshausen, Eggelsberg, var en tysk SS-Obergruppenführer och general i Waffen-SS och polisen. Han var 1939–1943 Högre SS- och polischef i Generalguvernementet med högkvarter i Kraków. År 1944 tilldelades Krüger Riddarkorset av Järnkorset. Krüger spelade en avgörande roll för förintelsen i Polen.

## Biografi

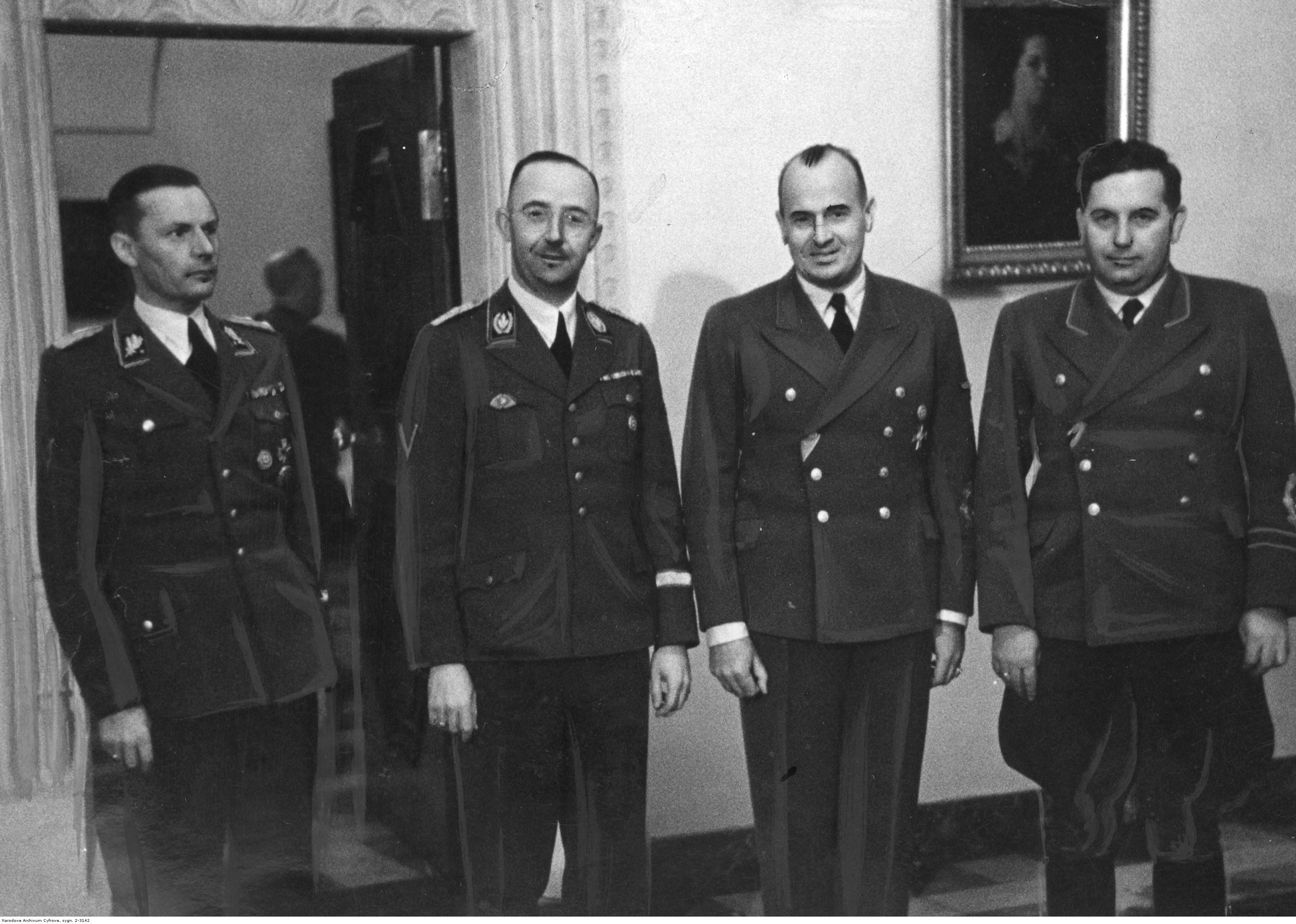
Sammankomst i Kraków: Friedrich Wilhelm Krüger, Heinrich Himmler, Hans Frank och Josef Bühler.

Krüger deltog i första världskriget och förärades Järnkorset av första klassen samt Såradmärket i silver.

### Andra världskriget
I början av oktober 1939 utnämndes Krüger till Högre SS- och polischef (HSSPF) i Generalguvernementet, den del av Polen som var under tysk ockupation och inte inlemmades i Tredje riket. Som HSSPF hade han ett övergripande ansvar för Aktion AB, den tyska plan som syftade till att mörda den polska intelligentian och överklassen samt de personer som misstänktes för antitysk verksamhet. På order av Krüger förövade Sicherheitspolizei (Sipo) och Ordnungspolizei (Orpo) den 12 oktober 1941 en massaker på omkring 12 000 judar i Stanislau i distriktet Galizien. Massakern blev känd som Der Stanislauer Blutsonntag, den blodiga söndagen i Stanislau.
Attentat

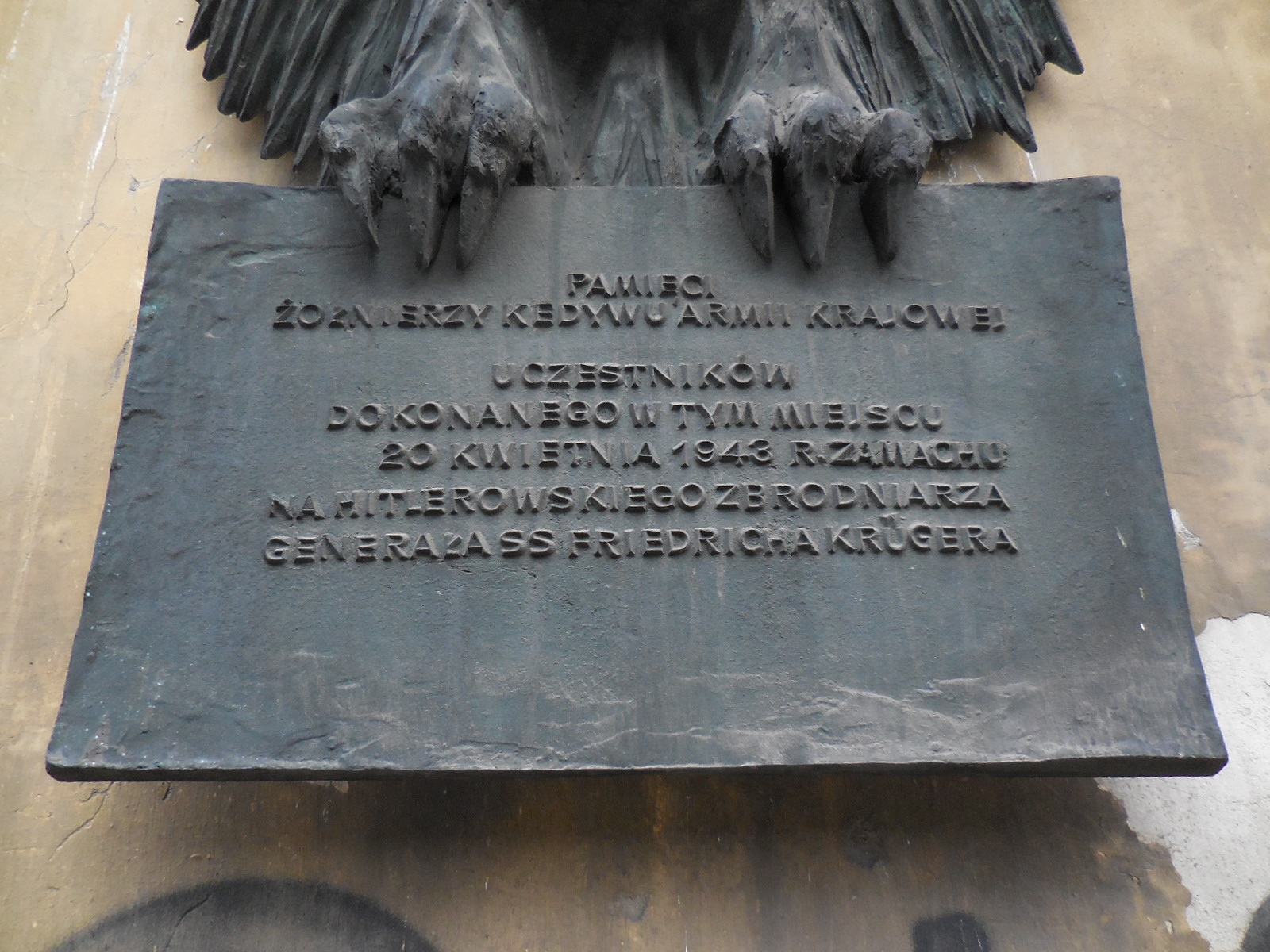
Minnesplakett för attentatet mot Krüger.

I februari 1943 tillkännagav Krüger namnen på 70 personer som hade avrättats. Denna handling föranledde den polska underjordiska motståndsrörelsen att döma honom till döden. Den 20 april 1943 förövade man att attentat mot Krüger i Kraków; två bomber slungades mot hans bil men han överlevde.
I kraft av HSSPF hade Krüger även makt över förintelselägren Bełżec, Sobibór och Treblinka samt de judiska gettona i området. Efter flera meningsskiljaktigheter med Reichsführer-SS Heinrich Himmler och generalguvernören Hans Frank avskedades Krüger i november 1943. Han ersattes med Wilhelm Koppe.
I juni 1944 blev Krüger befälhavare för 6. SS-Gebirgs-Division Nord som stred i Finland. Från augusti 1944 till februari 1945 förde han befäl över V. SS-Freiwilligen-Gebirgskorps som bland annat sattes in i området kring Frankfurt an der Oder. I andra världskrigets slutskede greps Krüger av allierade soldater, men sköt sig i maj 1945.

## Befordringshistorik
| Datum           | Tjänstegrad          |
| --------------- | -------------------- |
| 16 mars 1931    | SS-Sturmführer       |
| 3 april 1931    | SA-Gruppenführer     |
| 1934            | SA-Obergruppenführer |
| 25 januari 1935 | SS-Obergruppenführer |
| 8 augusti 1941  | General i polisen    |
| 20 maj 1944     | General i Waffen-SS  |

## Utmärkelser
Friedrich Wilhelm Krügers utmärkelser
- Järnkorset av andra klassen
- Järnkorset av första klassen: 17 februari 1915
- Militärförtjänstkorset av tredje klassen: 1917
- Hohenzollerska husorden med svärd: 1918
- Såradmärket i silver: 1918
- Ärekorset
- SA:s idrottsutmärkelse i guld
- Tyska Olympiska Hederstecknet av andra klassen
- Anschlussmedaljen (Medaille zur Erinnerung an den 13. März 1938)
- Sudetenlandmedaljen (Medaille zur Erinnerung an den 1. Oktober 1938)
- NSDAP:s partitecken i guld: 30 januari 1939
- Krigsförtjänstkorset av andra klassen med svärd: maj 1942
- Krigsförtjänstkorset av första klassen med svärd: maj 1942
- Tilläggsspänne till Järnkorset av andra klassen: juli 1943
- Tilläggsspänne till Järnkorset av första klassen: 15 maj 1944
- Riddarkorset av Järnkorset: 30 september 1944
- Polisens tjänsteutmärkelse i guld
- SS tjänsteutmärkelse av andra klassen
- NSDAP:s tjänsteutmärkelse i silver